# Первая Венесуэльская республика
Первая Венесуэльская Республика была первым в истории независимым государством на территории современной Венесуэлы. Этот период истории охватывает 1810—1812 годы. Официально Республика просуществовала с 5 июля 1811 года до 25 июля 1812 года.

## Предшествующие события
В 1808 году после французского вторжения в Испанию, король Карл IV отрекся от престола. Политическая нестабильность в стране создала условия для переворота. 2 марта 1811 года в Каракасе был созван национальный конгресс. 19 апреля 1810 года началась Венесуэльская война за независимость против испанского колониального господства. В Каракасе была создана Верховная Хунта (Высший Совет), а испанский генерал-капитан Висенте Эмпаран — отстранён от власти. Мятеж против испанцев возглавили Франсиско де Миранда и Симон Боливар.

## История

### Провозглашение независимости
5 июля 1811 года была провозглашена Первая Венесуэльская Республика, семь из десяти провинций приняли Декларацию Независимости. Три провинции Маракайбо, Коро и Гуаяна остались под властью Испании. 21 декабря принципы новой Республики были закреплены в первой Конституции страны. Конституция была ратифицирована Конгрессом 7 июля 1811 года. В 1812 году Франсиско Миранда был назначен генералиссимусом венесуэльской армии.

### Распад
К 1812 году ситуация в Республике обострилась. Господствовал экономический кризис, а испанские войска организовали морскую блокаду. Вслед за этим 26 марта 1812 года в Каракасе произошло разрушительное землетрясение, потрясшее несколько районов. В то же время оставшиеся на северо-западе Венесуэлы испанские войска под командованием Монтеверде перешли в наступление. В этот отчаянный момент, Миранда получил диктаторские полномочия, однако не смог остановить наступление роялистов во главе с капитаном Доминго де Монтеверде. 14 мая в Республике было введено военное положение. К середине года, после сражения возле городка Сан-Матео, Республика пала. 25 июля 1812 года был подписан акт о капитуляции венесуэльской армии.